# Samuel Clarke

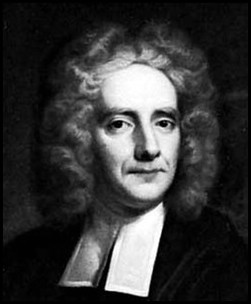
Samuel Clarke

Samuel Clarke (11. října 1675 Norwich, Spojené království – 17. května 1729 Leicester, tamtéž) byl britský teolog a filozof.
Byl představitelem anglikanismu, od roku 1707 farářem v Londýně, přítel Isaaca Newtona, jehož filozofické učení zastával v listech Leibnizovi.

## Dílo
- 1705 – A Demonstration of the Being and Attributes of God. More particularly in Answer to Mr. Hobbs, Spinoza, and their Followers. Wherein the Notion of Liberty is Stated, and the Possibility and Certainty of it Proved, in Opposition to Necessety and Fate
- 1706 – A Discourse Concerning the Unchangeable Obligations of Natural Religion, and the Truth and Certainty of the Christian Revelation
- 1711–1711 – Works, I–XXI
- 1712 – The Scripture-Doctrine of the Trinity. In Three Parts. Wherein all the texts in the New Testament Relating to the Liturgy of the Church of England, are Collected, Compared and Explained
- 1717 – A Collection of Papers, which Passed Between the Late Learned Mr. Leibniz, and Dr. Clarke, in the Years 1715 and 1716. Relating to the Principles of Natural Philosophy and Religion
- 1956 – The Leibniz–Clarke Correspondence. Together with Extracts from Newton's Principia and Optics